# Gustav Trombke
Gustav Trombke (* 13. Februar 1900 in Berlin; † 9. Januar 1978 in Magdeburg) war ein deutscher Schauspieler und Conférencier. 

## Leben
Gustav Trombke begann im Alter von 16 Jahren seine Bühnenlaufbahn in seiner Geburtsstadt Berlin am Neuköllner Volkstheater, wo er bereits vielseitig eingesetzt werden konnte. Gegen Ende des Ersten Weltkriegs wurde er noch im Jahr 1918 für die letzten Monate des Krieges als Soldat des Deutschen Heeres eingezogen. Wieder im Zivilleben erhielt er Engagements am Thalia-Theater in Berlin, an der Volksbühne Berlin und arbeitete später unter anderen an Theatern in Stettin, Hamburg, Köln, Dortmund, Essen und Hannover, wo er sich im Operettenfach profilierte. Durch mehrere Gastspiele kam er 1931 nach Magdeburg, wo er die Ballettmeisterin  Inge Longino kennenlernte, die er 1935 heiratete.  Beide machten sich neben ihrer Bühnenarbeit bei privaten Festen und Gesellschaften als Sketchduo einen Namen. Bis Ende der 1930er Jahre war Gustav Trombke am Zentraltheater Magdeburg engagiert und besaß anschließend eine private Künstleragentur. Während des Zweiten Weltkriegs war er künstlerischer Direktor der sogenannten KdF-Bühne in Magdeburg. Gemeinsam mit Inge Longino spielte er in Lazaretten der Wehrmacht vor verwundeten Soldaten. 
Nach dem Krieg war er wieder bei den Städtischen Bühnen in Magdeburg beschäftigt und als Volksschauspieler und Komiker beliebt. Neben Auftritten in Spielfilmen der DEFA war er ab 1950 nur noch als freischaffender Conférencier tätig. Hier arbeitete er erfolgreich mit seiner Frau und dem Schauspieler Hans-Joachim Preil zusammen, die gemeinsam große Erfolge auf den kleinen und großen Bühnen der DDR feierten. Zumindest in der Zeit um 1950 lebte er im Magdeburger Stadtteil Stadtfeld Ost an der Adresse Olvenstedter Platz 7. 1968 trat er in den Ruhestand und starb 1978 im Alter von 77 Jahren in Magdeburg, wo es inzwischen eine nach ihm benannte Gustav-Trombke-Straße gibt.

## Filmografie
- 1955: Star mit fremden Federn
- 1955 Der Ochse von Kulm
- 1956: Thomas Müntzer – Ein Film deutscher Geschichte
- 1956: Der Hauptmann von Köln
- 1959: Reifender Sommer

## Theater
- 1950: Walter Jäger: Babett (Valentin) – Regie: Hermann Schalk (Maxim-Gorki-Theater Magdeburg)
- 1958: Variete: Eine schöööne Bescherung – Regie: Hardy Schlitterlau (Variete Kulturpalast Karl-Marx-Stadt)
- 1960: Variete: 120 Minuten Aufenthalt – Regie: Hardy Schlitterlau (Variete Kulturpalast Karl-Marx-Stadt)